# Magellan Planet Search Program

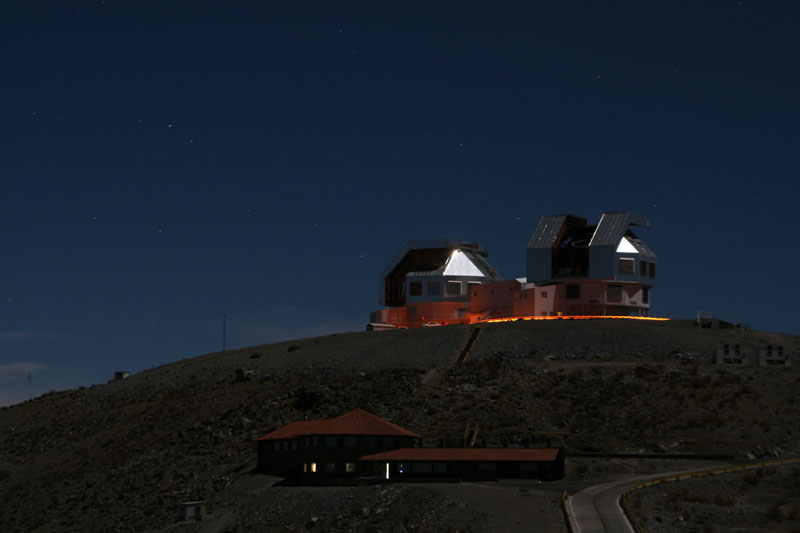
La coppia di telescopi gemelli Magellano, presso l'Osservatorio di Las Campanas, in Cile

Il Magellan Planet Search Program (MPSP) è un programma astronomico di monitoraggio stellare effettuato nell'emisfero australe per la ricerca pianeti extrasolari di tipo gioviano utilizzando il metodo della velocità radiale. La campagna ha avuto inizio nel 2002 con il controllo di 690 stelle campione di sequenza principale G, F e K, M, nane e sub giganti. L'indagine si avvale di uno dei telescopi Magellano situati presso l'osservatorio di Las Campanas, in Cile.

## Programma osservativo
Le stelle bersaglio del programma sono state opportunamente selezionate per ridurre al minimo la sovrapposizione con due indagini complementari: l'Anglo-Australian Planet Search (AAT) e l'indagine HIRES effettuata utilizzando uno dei due telescopi Keck.
Il Magellan Planet Search Program ha scoperto una serie di pianeti extrasolari utilizzando due spettrografi, il Magellan Inamori Kyocera Echelle (MIKE) e il Planet Finder Spectrograph (PFS), di più recente progettazione rispetto al MIKE e con una validazione del moto radiale stellare molto precisa, nell'ordine di 1 m/sec. Il PFS è entrato in funzione a gennaio 2010.
L'indagine, oltre ad avere utilizzato i due strumenti singolarmente e in combinazione tra essi ha beneficiato di archivi di dati raccolti da altri osservatori. Nel gennaio 2010 è stata pubblicata una prima ricerca concernente la scoperta di cinque pianeti di massa gioviana con orbite eccentriche a lungo periodo intorno a stelle nane di tipo G e K.
Segue un prospetto non completo di pianeti extrasolari dei quali il progetto MPSP è stato scopritore da solo o in concomitanza ad altre indagini: 